# Cà phê Internet

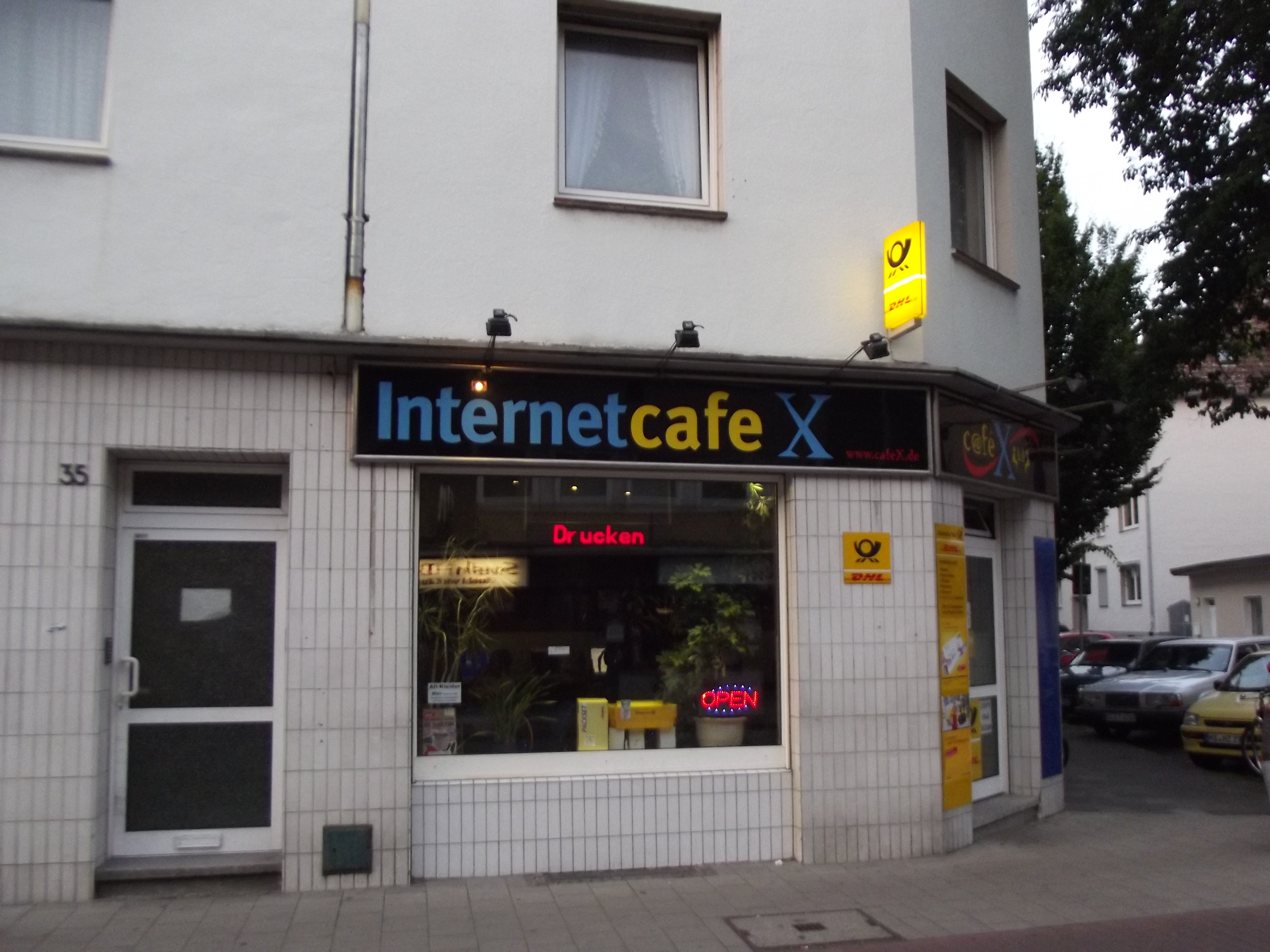
Một quán cà phê Internet ở Đức

Cà phê Internet hay quán cà phê trực tuyến hay còn gọi là cyber café là một nơi cung cấp dịch vụ truy cập Internet cho khách hàng, thường có thu phí và được kinh doanh dưới hình thức quán cà phê. Những nhà kinh doanh hay chủ tiệm kinh doanh cà phê Internet này thường cung cấp đồ ăn nhẹ và đồ uống đặc biệt là cà phê cho khách vừa nhấm nháp thưởng thức vừa có thời gian truy cập, sử dụng Internet. Các loại phí truy cập Internet thường tính chung vào giá đồ uống hoặc tính theo thời gian sử dụng dịch vụ. Thông thường trong các quán cà phê này có gắn Wi-Fi (mạng không dây) để khách kết nối, truy cập Internet, thường xuyên hơn là để chơi game. Hình thức này ngày càng phổ biến trên thế giới.

## Tổng quan

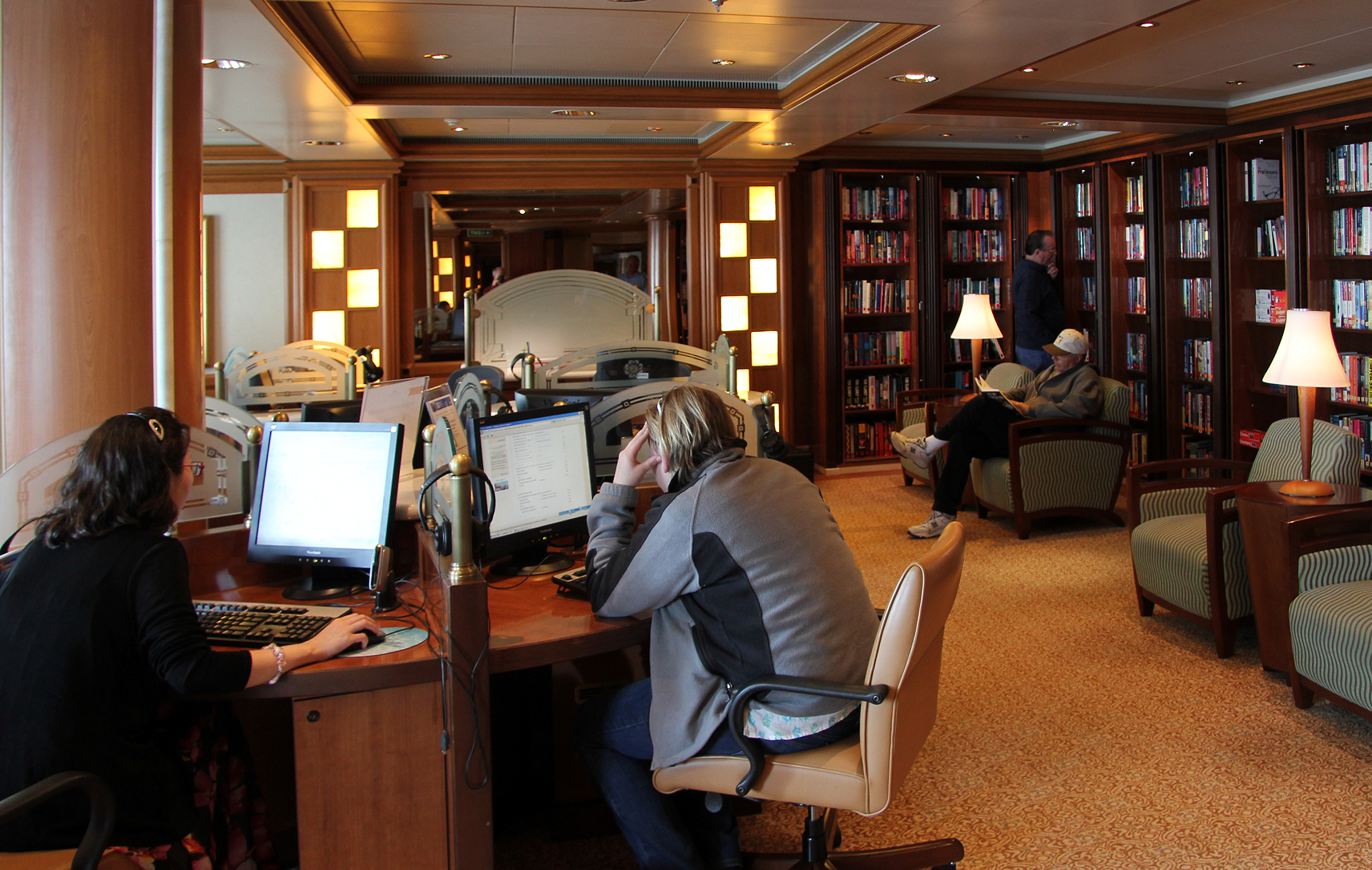
Không gian bên trong một tiệm cà phê Internet tại Mỹ

Khi Internet còn mới mẻ và chưa đến được với mọi người, đã có người nghĩ đến việc lắp đặt mạng Internet tại quán cà phê để tạo ra một kiểu kinh doanh mới gọi là cà phê Internet. Hiện tượng quán cà phê trực tuyến được bắt đầu vào tháng 7 năm 1991 bởi ông Wayne Gregori tại San Francisco. Cyberia là một trong những quán cà phê Internet đầu tiên của thế giới ở Luân Đôn vào năm 1994. Ban đầu mô thức của loại hình kinh doanh này là: quán cà phê và máy vi tính. 
Quán cà phê Internet là nơi khách hàng có thể trả hoặc không trả tiền cho các thứ họ uống, nhưng phải trả phí cho thời gian bạn lưu lại trong quán. Tại bàn nơi khách hàng kêu đồ uống, có một máy vi tính được kết nối Internet cho khách hàng tuỳ ý sử dụng. Khách hàng có thể lướt mạng Internet, gửi và nhận thư điện tử, hay nói chuyện trên mạng. Họ không cần thiết phải có bạn đồng hành đi cùng khi vào quán uống nước mà họ có thể đi một mình, gọi một ly cà phê và giao tiếp với ai đó qua Internet.
Các quán cà phê Internet đã trở nên phổ biến và đem lại cho các chủ quán mức lời thu được tính trên một mét vuông diện tích cửa hàng cao hơn so với chỉ bán cà phê và nước giải khát. Ngoài ra, khác với các quán bar thông thường, thời gian mà khách hàng ngồi lại càng lâu thì thu nhập cho quán càng tăng. Tại quán cà phê thông thường, chủ quán muốn cho khách hàng rời bàn sớm để dành chỗ cho khách hàng mới đến. Đối với các quán cà phê Internet thì điều này không xảy ra. Số tiền khách hàng phải trả là tính theo thời gian, do đó lợi nhuận thu được tính trên mét vuông sàn nhà là rất lớn.

## Trên thế giới
Quán cà phê Internet được đặt trên toàn thế giới, và nhiều người sử dụng chúng khi đi du lịch để truy cập vào webmail và các dịch vụ tin nhắn tức thời để giữ liên lạc với gia đình và bạn bè. Ngoài du khách, nhiều nước đang phát triển quán cà phê Internet là hình thức chủ yếu truy cập Internet cho các công dân như là một mô hình chia sẻ truy cập.

### Nhật Bản
Tại Nhật Bản, Cà phê Internet tuy có diện tích nhỏ nhưng được coi là khách sạn cỡ nhỏ dành cho những người thu nhập thấp tại Nhật. Các quán cà phê Internet đã trở thành khách sạn quen thuộc dành cho những người có thu nhập thấp hay thất nghiệp tại Nhật Bản. Hầu hết các quán cà phê mạng có diện tích nhỏ (1,3 x 2,6 mét) và được trang bị các thiết bị Internet, dịch vụ như giặt ủi, tắm rửa... với giá cả hợp lý cho người dùng. Gói qua đêm tại quán có giá khoảng 1.920 yen (400.000 đồng). Theo Bộ Y tế, Lao động và Phúc lợi Nhật Bản, trong năm 2007, đã có hơn 60.900 người dành ít nhất một đêm tại một quán cà phê Internet, và khoảng 5.400 người đang sống tại đây cả ngày. Hầu hết các vị khách tới đây thường ít nói và làm việc độc lập, bí mật về cuộc sống của họ.

### Trung Quốc

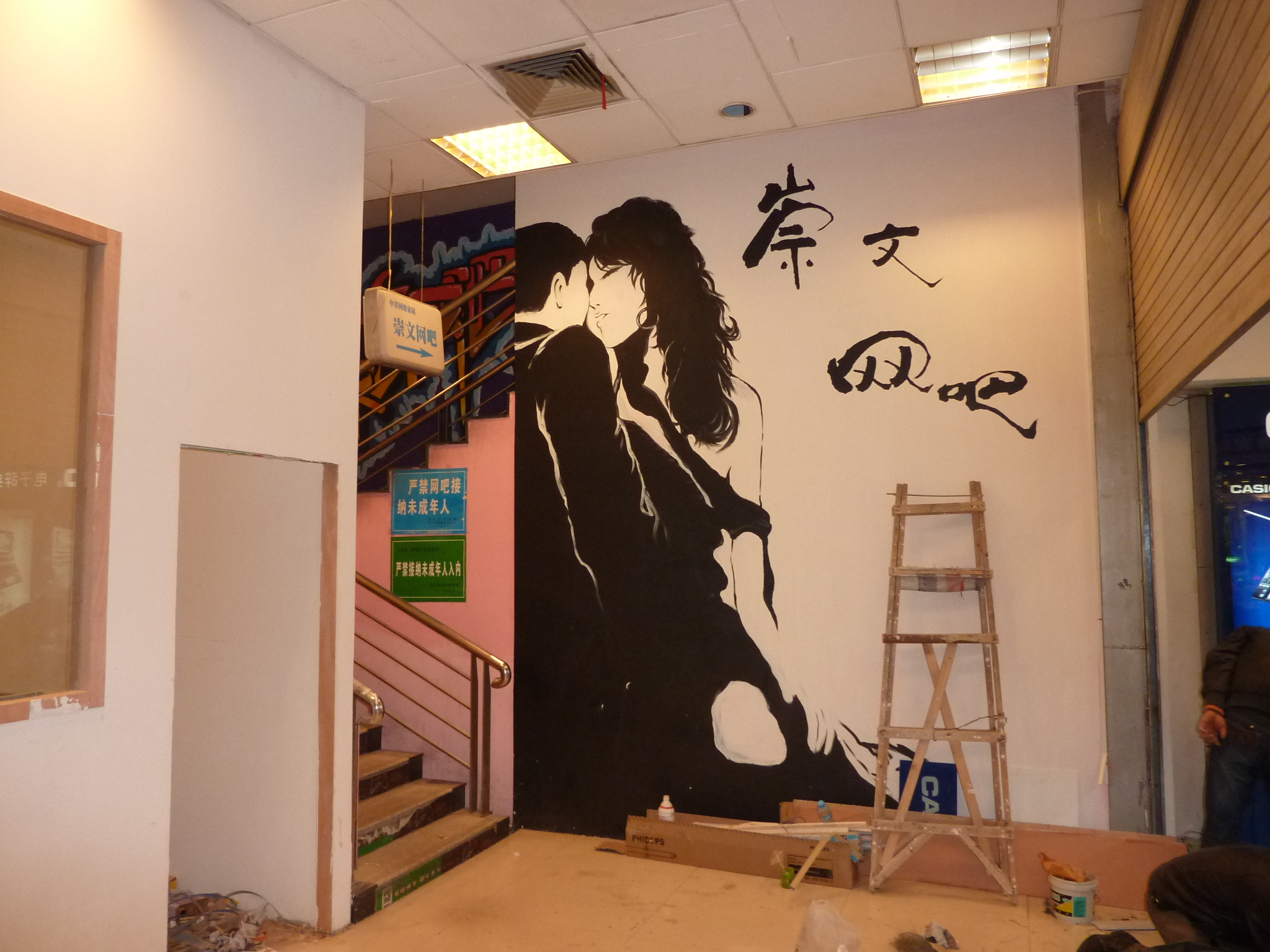
Một quán cà phê Internet ở Vũ Hán

Tại Trung Quốc có khoảng 1/3 cư dân mạng Trung Quốc có thói quen lướt web ở các quán cà phê Internet, chiếm 163 triệu người dùng, do có nhiều tác động từ loại hình này. Chính quyền Trung Quốc có lệnh đóng cửa 130.000 quán cà phê Internet bất hợp pháp đã hoạt động trong suốt 6 năm, chiến dịch này được giới chức Trung Quốc thực hiện một cách gắt gao, nhằm quản lý chặt chẽ việc kinh doanh của các tiệm cà phê Internet và đối tượng khách hàng tham gia. Theo quy định, bất kỳ một quán cà phê Internet nào cho phép trẻ vị thành niên (dưới 18 tuổi) sử dụng dịch vụ của mình, thì quán đó được xem là kinh doanh bất hợp pháp, bởi độ tuổi này không phù hợp cho trẻ tự ý tham gia vào thế giới ảo.
Các tiệm cà phê Internet sẽ buộc bị đóng cửa nếu bị phát hiện đang cho trẻ vị thành niên sử dụng dịch vụ. Ngoài ra một số chính quyền địa phương còn Đóng cửa quán cà phê Internet trước kỳ thi đại học nhằm ngăn học sinh khỏi xao nhãng học tập trước kỳ thi tuyển sinh đại học. Ở nước này từng có vụ nổ quán cà phê Internet khiến hơn 40 người thương vong. thậm chí có trường hợp có cặp vợ chồng Trung Quốc đang đối mặt với các cáo buộc bán con lấy tiền chơi video game ở các quán cà phê Internet.

### Nepal
Ở Nepal, cảnh sát Nepal đã yêu cầu các quán cà phê Internet lưu lại thông tin về danh tính của mọi người dùng Internet, nhằm giảm bớt các hoạt động phạm tội có liên quan tới các địa điểm này. do có vài doanh nhân trong nước đã nhận các thư điện tử với nội dung đe dọa, tống tiền gửi từ các máy tính nằm trong các quán cà phê Internet, nhiều vụ tấn công các trang web, đột nhập các địa chỉ thư điện tử và nhiều hành động phạm pháp khác trên mạng cũng đã bắt đầu từ những quán Internet.

### Việt Nam
Tại Việt Nam, quán cà phê Internet được tìm thấy trên mỗi đường phố ở các thành phố lớn ngoài ra còn có quán cà phê Internet trong các cửa hàng cà phê và các trung tâm mua sắm. Vào năm 2007, Việt Nam đã khai trương 10 điểm cà phê Internet tại Thành phố Hồ Chí Minh và Hà Nội. Hà Nội có trên 500 quán cà phê Internet ở khắp các quận, đặc biệt là những khu phố gần các trường đại học, trung học. Tại phố Tạ Hiện, có đến trên 30 quán cà phê luôn đông người suốt từ sáng đến tối. Cà phê Internet đang trở thành một loại hình kinh doanh ăn khách, Trung bình, một quán cà phê Internet ở Hà Nội có từ 20 đến 40 máy với khoảng 10-15 nhân viên phục vụ, giá truy cập khoảng 6.000 đồng/giờ.
Tại cổng các trường Đại học Y, Luật, Bách khoa Hà Nội… các quán cà phê Internet cũng xuất hiện ngày càng nhiều. Gần 30% là khách nước ngoài sử dụng dịch vụ e-mail và tra cứu thông tin, còn chủ yếu khách hàng quen là thanh niên đến để chat trong đó 90% số khách mỗi ngày ở cà phê Internet là để e-mail, chat, kết bạn qua mạng. Sự xuất hiện của các quán cà phê Internet ở Hà Nội thực sự đáp ứng được nhu cầu học tập, trao đổi thông tin, vui chơi giải trí, làm quen kết bạn qua mạng của mọi đối tượng, đặc biệt là giới trẻ.